# Qualea esmeraldae
Qualea esmeraldae är en tvåhjärtbladig växtart som beskrevs av Standley. Qualea esmeraldae ingår i släktet Qualea och familjen Vochysiaceae. Inga underarter finns listade i Catalogue of Life.